# إلكين سيرانو
إلكين سيرانو (بالإسبانية: Elkin Serrano)‏ هو لاعب كرة قدم كولومبي في مركز الدفاع، ولد في 17 مارس 1984 في بوكارامانغا في كولومبيا. لعب مع أتليتيكو بوكارامانغا وريونيغرو أغيلاس.

## وصلات خارجية
- إلكين سيرانو على موقع قاعدة بيانات كرة القدم.إي يو (الإنجليزية)
- إلكين سيرانو على موقع Soccerway.com (الإنجليزية)